# Furna do Calcinhas
A Furna do Calcinhas é uma gruta portuguesa localizada na freguesia de São Mateus, concelho de Santa Cruz da Graciosa, ilha Graciosa, arquipélago dos Açores.
Esta cavidade apresenta uma geomorfologia de origem vulcânica em forma de tubo de lava localizado na encosta de um outeiro no interior de uma caldeira vulcânica, apresenta um comprimento de 22,5 m por uma largura máxima de 7 m e por uma altura também máxima de 3,5 m.
Este pequeno tubo de lava, tem uma única entrada situada junto aos viveiros florestais no interior da Caldeira da Graciosa, no outeiro chamado de Morro da Praia. Apresenta grandes derrocadas, tendo uma delas obstruído a parte final da cavidade, impedindo a progressão. Possui algumas raízes e formações geológicas.
Em 1883 Canto Moniz descreveu esta cavidade: “…é completamene escura a poucos passos depois da entrada, e só com bastante luz pode ser vesitada. O piso é irregularíssimo e lamacento, e a sua abobada, a lugares, mal permitte andar de rastos. Suppõe-se, mas não é crível, que esta furma tem communicação com outras, que ficam fora da montanha e a grande distancia n´um caminho chamado Canada das furnas…”.

## Fauna e flora
Na zona de entrada e no interior da gruta são observáveis as seguintes espécies:
Espécies de flora
- Asplenium hemionitis
- Conyza bonariensis
- Dryopteris sp.

Espécie de artrópode
- Neobisium maroccanum